# Brabants Studenten Gilde
Het Brabants Studenten Gilde van Onze Lieve Vrouw (afgekort BSG) is een studentenvereniging uit Wageningen met 35 leden. Het Gilde bestaat sinds 1926.

## Geschiedenis

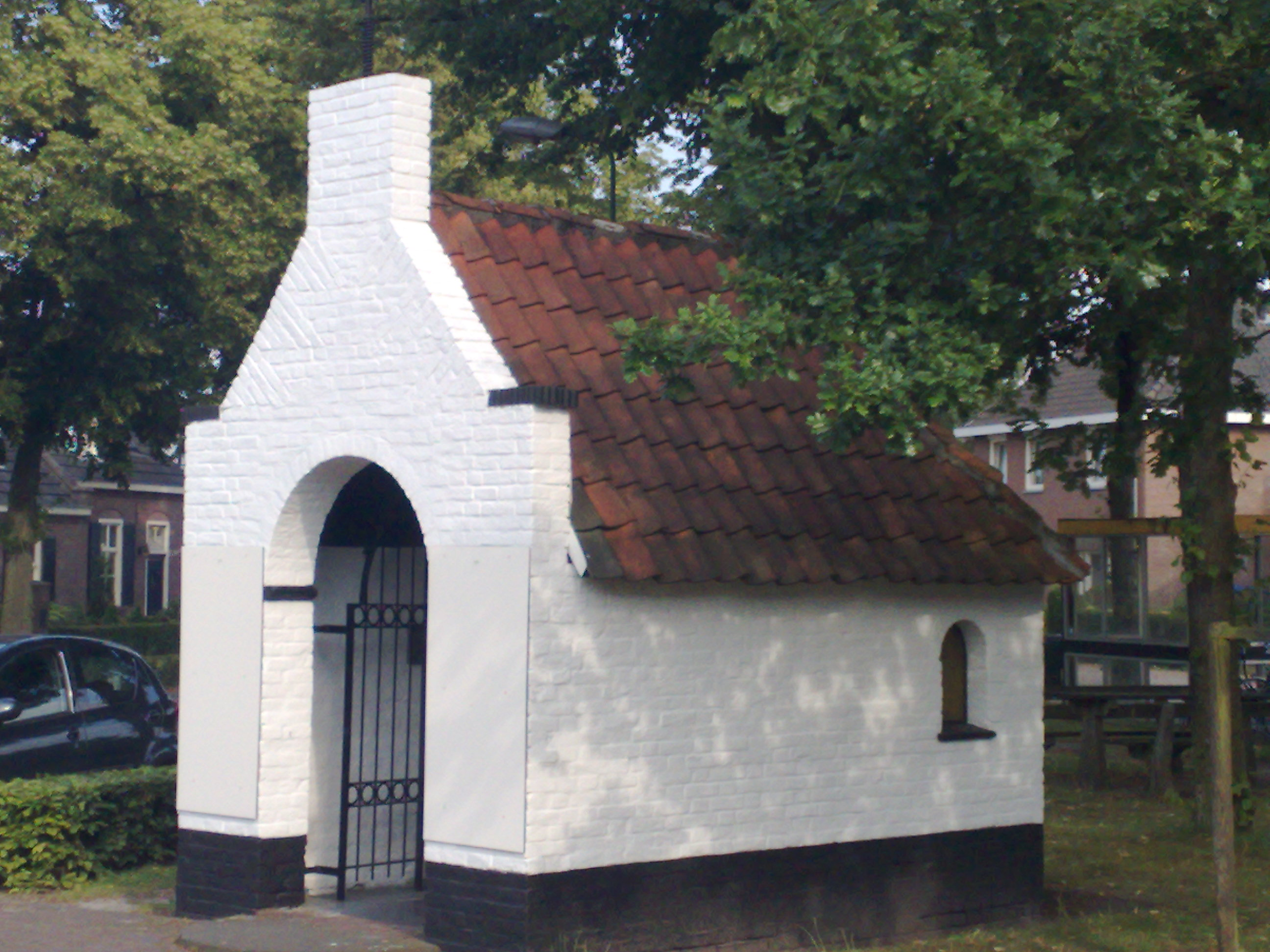
Mariakapel Eersel (1943), gebouwd door het BSG

Het Brabants Studenten Gilde werd in 1926 opgericht door Brabantse studenten die aan Nederlandse universiteiten studeerden. Deze studenten wilden verbonden blijven met Noord-Brabant, de provincie waarin ze geboren en getogen waren. De vereniging beoogde het zich bezinnen in het Katholieke geloof. Ieder jaar organiseerde ze een zomerkamp in een Brabantse gemeente, om op die manier de verbondenheid met Brabant en haar bevolking te versterken. Het hoogtepunt van het kamp vormde het bouwen van een Mariakapelletje in het dorp waar ze gastvrij ontvangen werden. Vele van deze kapelletjes sieren nog steeds het Brabantse landschap. Jos Bedaux was van 1933 tot het begin van de Tweede Wereldoorlog architect van de kapelletjes die tot dan eigenhandig door de studenten zelf werden gebouwd. Het laatste kapelletje bouwden de Gildebroeders in St. Michielsgestel in 1959.
In de periode 1970-1973 voltrok zich een malaise binnen het BSG en er werden in die periode dan ook geen activiteiten georganiseerd. In 1973 ontstond er echter in de Wageningse tak van het ‘dode’ BSG weer enige bloei, wat het begin vormde van de wederoprichting van het BSG door en voor Wageningse studenten die Brabant een warm hart toedragen. Het Gilde was niet meer landelijk georganiseerd maar het behouden van de band met het ‘eigen’ Brabant stond nog steeds hoog in het vaandel. Nam oorspronkelijk het katholieke geloof de belangrijkste plaats in, vanaf de heroprichting is dat aspect meer naar de achtergrond verschoven.
De nieuwe doelstelling, die nog steeds geldt, luidt: “Het BSG stelt zich primair tot taak contacten te leggen tussen de bewoners en studenten in Brabant, zodat beide groeperingen ervaringen kunnen uitwisselen, waarbij een brede oriëntatie op het maatschappelijk gebeuren mogelijk wordt”.

## Activiteiten
De jaarlijks terugkerende Landdagen zijn ook nu nog steeds een hoofdactiviteit die moet bijdragen aan de verwezenlijking van de doelstelling van het BSG. Ze worden georganiseerd in kleine Brabantse gemeenten. Het BSG verblijft dan enkele dagen in het gastdorp en organiseert in samenwerking met de plaatselijke (stand)organisaties (zoals ZLTO, KBO en KPJ), de basisschool en dergelijke, allerlei activiteiten. Tijdens deze Landdagen wordt getracht de studenten van het Gilde en de plaatselijke bevolking dichter bij elkaar te brengen. Op deze wijze bezocht het Gilde bijvoorbeeld Luyksgestel, Bakel, Hoeven, Langenboom, Boerdonk, Schijf en in 2014 Someren-Eind.

## Structuur
De vereniging kent geen traditionele ontgroening. De leden zijn actief in commissies.
Ze neemt deel aan de Algemene Introductiedagen van de Universiteit Wageningen en aan diverse sportcompetities.
Ook maakt het Brabants Studenten Gilde deel uit van het ICOO (Inter Cultureel Overleg Orgaan). Dit is een samenwerkingsverband van de Brabantse, Friese (WSSFS) en Achterhoeks/Twentse ('t Noaberschop) studentenverenigingen in Wageningen.